# Östasiatiska mästerskapet i fotboll
Östasiatiska mästerskapet i fotboll (engelska: EAFF E-1 Football Championship) är en regional turnering för AFC:s östasiatiska landslag.

## Nationer
- Guam
- Hongkong
- Japan
- Kina
- Kinesiska Taipei
- Macao
- Mongoliet
- Nordkorea
- Nordmarianerna
- Sydkorea

## Resultat
| År   | Värdnation | Vinnare  | Tvåa     | Trea      | Fyra       |
| ---- | ---------- | -------- | -------- | --------- | ---------- |
| 2003 | Japan      | Sydkorea | Japan    | Kina      | Hongkong   |
| 2005 | Sydkorea   | Kina     | Japan    | Nordkorea | Sydkorea   |
| 2008 | Kina       | Sydkorea | Japan    | Kina      | Nordkorea  |
| 2010 | Japan      | Kina     | Sydkorea | Japan     | Hongkong   |
| 2013 | Sydkorea   | Japan    | Kina     | Sydkorea  | Australien |
| 2015 | Kina       | Sydkorea | Kina     | Nordkorea | Japan      |
| 2017 | Japan      | Sydkorea | Japan    | Kina      | Nordkorea  |
| 2019 | Sydkorea   | Sydkorea | Japan    | Kina      | Nordkorea  |
| 2022 | Japan      | Japan    | Sydkorea | Kina      | Hongkong   |
| 2025 | Sydkorea   |          |          |           |            |